# Liste der Auslandsvertretungen von Suriname

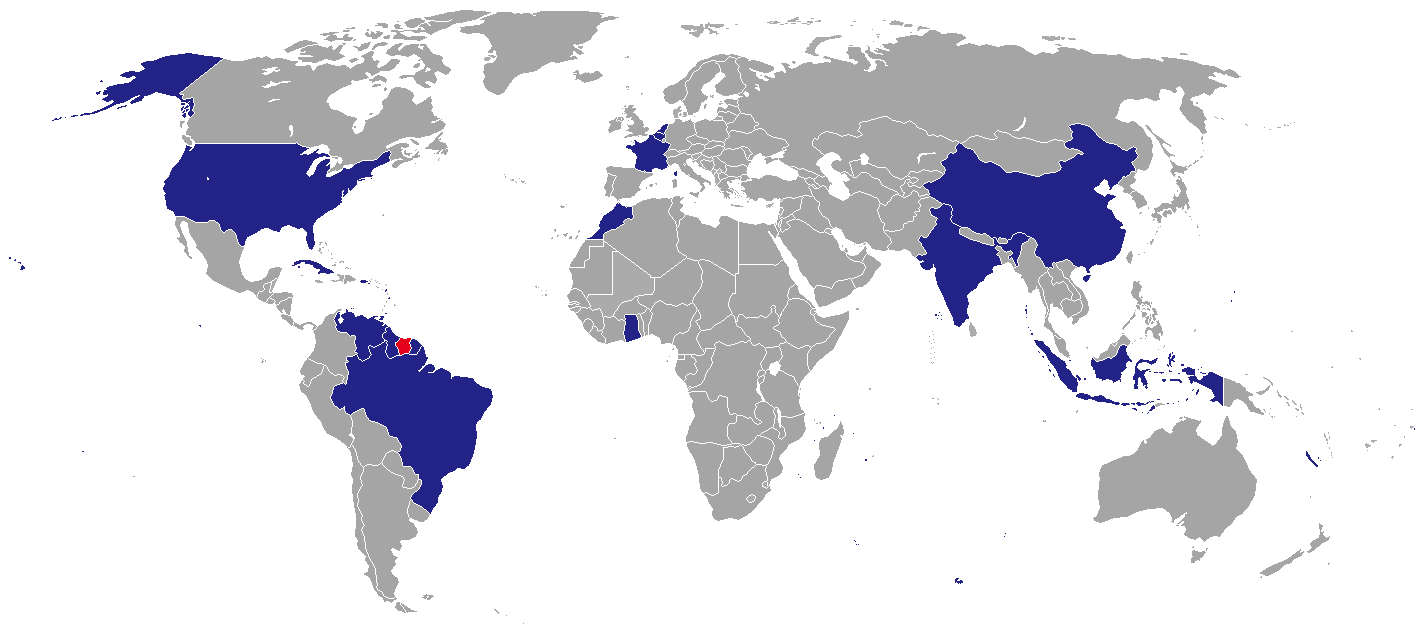
Standorte der diplomatischen Vertretungen von Suriname

Dies ist eine Liste der diplomatischen und konsularischen Vertretungen von Suriname.

## Diplomatische und konsularische Vertretungen

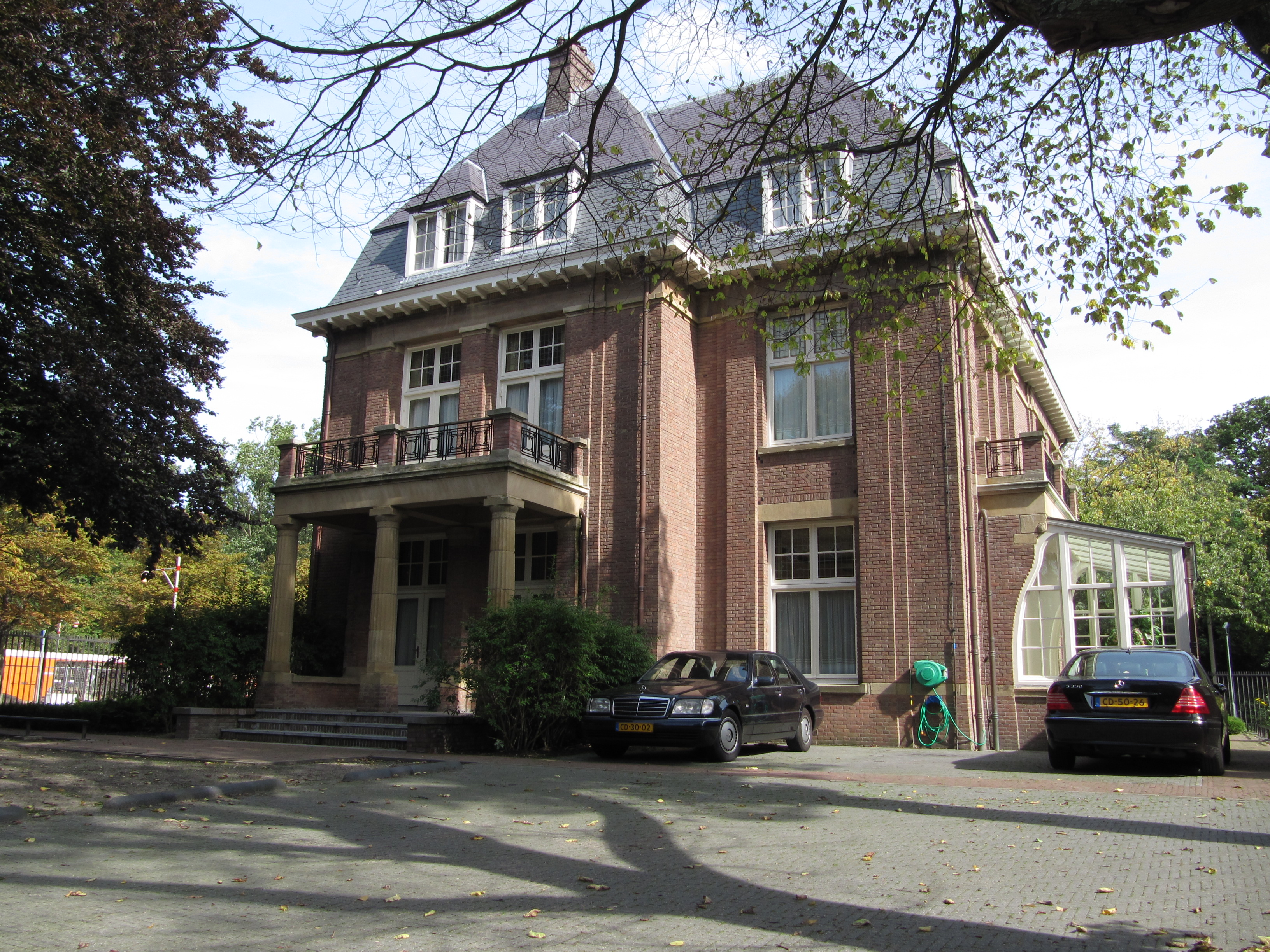
Botschaft von Suriname in Den Haag

### Afrika
- Ghana: Accra, Botschaft

### Asien
- Volksrepublik China: Peking, Botschaft
- Indien: Neu-Delhi, Botschaft
- Indonesien: Jakarta, Botschaft

### Europa
| - Belgien: Brüssel, Botschaft - Frankreich: Paris, Botschaft - Frankreich: Cayenne, Französisch-Guayana, Generalkonsulat | - Niederlande: Den Haag, Botschaft - Niederlande: Amsterdam, Generalkonsulat - Niederlande: Willemstad, Curaçao, Generalkonsulat |

### Nordamerika
| - Kuba: Havanna, Botschaft - Trinidad und Tobago: Port of Spain, Botschaft | - Vereinigte Staaten: Washington, D.C., Botschaft - Vereinigte Staaten: Miami, Generalkonsulat |

### Südamerika
- Brasilien: Brasília, Botschaft
- Guyana: Georgetown, Botschaft
- Venezuela: Caracas, Botschaft

## Vertretungen bei internationalen Organisationen
- Vereinte Nationen: New York, Ständige Mission
- OAS: Washington, D.C., Ständige Mission
- Europäische Union: Brüssel, Mission